# Malakichthys griseus
Malakichthys griseus és una espècie de peix pertanyent a la família dels acropomàtids.

## Descripció
- Pot arribar a fer 15 cm de llargària màxima.
- 10 espines i 9-10 radis tous a l'aleta dorsal i 3 espines i 7-8 radis tous a l'anal.
- 10-15 vèrtebres.
- La llargada de la base de l'aleta anal és més curta que la longitud del radi més llarg de l'aleta anal.[5][6]

## Hàbitat
És un peix marí, pelàgic-oceànic i de clima tropical.

## Distribució geogràfica
Es troba al sud del Japó, Taiwan, la Xina, les illes Filipines i Austràlia.

## Observacions
És inofensiu per als humans.